# Lori Hallier
Lori Hallier (ur. 8 lipca 1959 w Victorii w Kolumbii Brytyjskiej) – kanadyjska aktorka filmowa i telewizyjna. Występowała w takich produkcjach jak Moja krwawa walentynka, Piątek trzynastego, Night of the Twisters, Moje drugie ja, My Name Is Tanino i Samotny kowboj.